# 饶埠镇
饶埠镇，是中华人民共和国江西省上饶市鄱阳县下辖的一个乡镇级行政单位。

## 行政区划
饶埠镇下辖以下地区：
饶埠社区、张家村、树下村、湾埠村、韩湾村、同德村、蔡家村、过江村、户外村、户里村、天堂村、桥南村、畈徐村、畲塘村、畲埠村、龙西村、舒埠村和六塘村。